# 유령란아족
유령란아족(幽靈蘭亞族, 학명: Epipogiinae 에피포기이나이[*])은 영아리난초족의 아족이다.

## 하위 분류
- 유령란속(Epipogium Borkh.)
- Stereosandra Blume